# Sénat du Missouri
Capitole de l'État du Missouri, Jefferson City
Le Sénat du Missouri (en anglais : Missouri Senate) est la chambre haute de l'Assemblée générale du Missouri, l'organe législatif de l'État américain du Missouri.